# Сильбер, Николя
Николя́ Сильбе́р (фр. Nicolas Silberg, настоящие имя и фамилия Жера́р Фрюно́ (фр. Gérard Fruneau); род. 2 января 1944, Монфокон, Мен и Луара, Франция) — французский актёр театра, кино и телевидения, художник, популярный в 1970-х годах. Советским кинозрителям известен главным образом по ролям в мини-сериалах режиссёра Янника Андреи —  Бюсси в «Графине де Монсоро» и д’Артаньян во «Влюблённом д’Артаньяне».

## Биография
Николя Сильбер вырос в небогатой семье, его отец был художником. Рано уехал из дома, заинтересовался драматическим театром. В 1964—1967 годах учился в консерватории в Нанте на актёрском отделении. В 1967—1970 годах учился в Национальной Консерватории драматического искусства в Париже, окончив драматические курсы, основанные Рене Симоном, по классу Робера Мануэля и Луи Сенье.
1 сентября 1970 года Николя Сильбер был принят в труппу знаменитого французского театра «Комеди Франсэз», где за несколько десятилетий сыграл множество ролей преимущественно классического репертуара в пьесах Расина, Корнеля, Мольера, Бомарше, Гюго, Ануя, Жироду, Брехта, Скриба, Гольдони, Пиранделло, Шекспира, и других драматургов. Среди значительных театральных работ артиста — роли в трагедиях Расина: Тит в «Беренике», Пилад в «Андромахе», Нарцисс в «Британике», Август в «Цинне» Корнеля, в романтических драмах Гюго: дон Саллюстий в «Рюи Блазе», дон Карлос в «Эрнани», Фабиано Фабиани в «Марии Тюдор», а также Рогожин в спектакле «Идиот» по одноимённому роману Достоевского. Играл в театральном спектакле режиссёра Франко Дзеффирелли «Лорензаччо» по Альфреду де Мюссе.
В кино и на телевидении Николя Сильбер начал сниматься с 1969 года, однако его кинокарьера была значительно скромнее, чем в театре. Артист много снимался в телесериалах и фильмах режиссёра Янника Андреи: «Графиня де Монсоро» (1971), «Еврейский замок» (1974), «Влюблённый д’Артаньян» (1977), «Двойная жизнь Теофраста Лонге» (1981), «Тайны французского двора» (1983), и других.
Лучшими ролями Николя Сильбера в фильмах стали Бюсси в мини-сериале «Графиня де Монсоро» (1971) и д’Артаньян в мини-сериале «Влюблённый д’Артаньян» (1977) и принесли артисту международную известность.
Во Франции и некоторых других странах широкую известность получили кинофильмы «Тело с сердцем» (1979), «Месрин» (1984), в которых Николя Сильбер сыграл главные роли, попробовав себя в других амплуа. Несмотря на то, что артист снялся более чем в 80 фильмах, но это были, в основном, роли второго плана или эпизоды.
За свою карьеру Николя Сильбер удостоен высоких званий: Кавалер Ордена «За заслуги» (Франция), Кавалер Ордена Искусств и литературы, Почётный член французского театра «Комеди Франсэз» с 2003 года.
Николя Сильбер всю жизнь увлекался живописью и, в настоящее время, это основное его занятие. С сентября 2008 года по январь 2009 года под своим настоящим именем и фамилией — Жерар Фрюно — представил выставку своих картин в выставочном зале в Театре дю Вьё-Коломбье. В последние годы в Париже прошло несколько его персональных выставок.

### Личная жизнь
- Взрослая дочь Ундина.
- Друг Ив Гарнье, тоже актёр, но не имевший такого же успеха.

## Признание и награды
- Кавалер Ордена «За заслуги» (Франция)
- Кавалер Ордена Искусств и литературы
- Почётный член французского театра «Комеди Франсэз» с 2003 года

## Избранная фильмография
1. 1969 — Полдень, полночь / Midi-minuit — кавалер Эльзы
2. 1970 — Господин де Пурсоньяк (ТВ) / Monsieur de Pourceaugnac
3. 1971 — Графиня де Монсоро / La dame de Monsoreau — Бюсси (главная роль)
4. 1971 — Расследования комиссара Мегрэ / Les Enquêtes du commissaire Maigret
5. 1972 — Хелло, Жюльетта! (ТВ) / Allô! Juliette
6. 1973 — Антигона (ТВ) / Antigone — Гемон
7. 1973 — Гораций (ТВ) / Horace — Флавиан
8. 1973 — Драккар (ТВ) / Le drakkar — Жан-Поль
9. 1974 — Франкенштейн: история любви / Frankenstein: Une histoire d’amour — Мершиор
10. 1974 — Ундина / Ondine — Бертрам
11. 1974 — Еврейский замок / La Juive du Château Trompette — Рауль де Блоссак (главная роль)
12. 1974 — 2007 — Комиссар Мулен (сериал) / Commissaire Moulin
13. 1976 — Эрнани / Hernani — дон Карлос
14. 1977 — Влюблённый д’Артаньян / D’Artagnan amoureux — д’Артаньян (главная роль)
15. 1978 — Коннетабль Бурбон / Le Connétable de Bourbon — Шарль, коннетабль де Бурбон (главная роль)
16. 1978 — Любовь во время революции: молодой Андре Шенье в плену (ТВ) / Amours sous la révolution: André Chénier et la jeune captive — Андре Шенье (главная роль)
17. 1978 — Хорошие манеры / Les belles manières — Жорж
18. 1979 — Людовик XI, или Централизованная власть (ТВ) / Louis XI ou Le pouvoir central — Карл Смелый, герцог Бургундии
19. 1979 — Маршал д'Анкр (ТВ) / La maréchale d'Ancre — принц де Конде
20. 1979 — Тело с сердцем / Corps à coeur — Пьер (главная роль)
21. 1979 — Корпус сердца / L’Officier recruteur
22. 1980 — Турский священник (ТВ) / Le curé de Tours — Юбер де Листомер
23. 1981 — Двойная жизнь Теофраста Лонге (ТВ) / La Double Vie de Théophraste Longuet — Картуш
24. 1983 — Тайны французского двора / La chambre des dames — Côme Perrin
25. 1983 — На вершине лестницы / En haut des marches — комиссар
26. 1984 — Месрин / Mesrine — Жак Месрин (главная роль)
27. 1984 — Седьмая мишень / La 7ème cible
28. 1984 — Наш брак / Notre mariage — Лоренцо
29. 1985 — Столпы небес / Les Colonnes du ciel
30. 1986 — Страж ночи / Gardien de la nuit
31. 1988 — Шевалье де Пардайан (сериал) / Le chevalier de Pardaillan
32. 1988 — Анкор / Encore
33. 1988 — Кефаль браконьером / Rouget le braconnier
34. 1989 — Жанна д’Арк: власть и невинность / Jeanne d’Arc, le pouvoir de l’innocence
35. 1991 — Мать / Mayrig
36. 1991 — 2003 — Нестор Бурма (сериал) / Nestor Burma — Шарль Вьено
37. 1992 — Принцесса Александра / Princessa Alexandra — брат Тео
38. 1993 — Пот и кровь / Wonder boy - De sueur et de sang — комиссар Гаро
39. 1994 — Любящая служанка / La Servante aimante
40. 1995 — Джефферсон в Париже / Jefferson in Paris
41. 1997 — Поездка в Париж (ТВ) / Une femme d'action — Бромель
42. 1998 — Крик любви / Un grand cri d’amour  — врач
43. 1998 — Лотрек / Lautrec
44. 1999 — Хромой: Детский блюз (ТВ) / Le boiteux: Baby blues
45. 2001 — Ангел / Un ange — Франсуа Деруэль
46. 2001 — / Mystery Troll, un amour enchanté — месьё Летерье
47. 2001 — / Sophie Rousseau, la vie avant tout: Nature mortelle (ТВ) — Серж Вальми
48. 2002 — Любовница в купальнике / La maîtresse en maillot de bain — босс
49. 2003 — Зелёный рай / Vert paradis
50. 2004 — Бывшая женщина моей жизни / L' Ex-femme de ma vie
51. 2004 — Вашему доброму сердцу / À vot' bon coeur
52. 2005 — Спираль (сериал) / Engrenages
53. 2006 — Королева Сильвия / La Reine Sylvie — Луи Фортье
54. 2007 — Встречное расследование / Contre-enquête
55. 2007 — / Vérités assassines (ТВ)
56. 2008 — Настроения и слухи / L’Affaire Bruay-en-Artois
57. 2008 — Дело Брюэй-ан-Артуа (ТВ) / L'affaire Bruay-en-Artois — месьё Жорж Виаль
58. 2008 — Его причина быть (ТВ) / Sa raison d'être  — Клод Гарнье
59. 2010 — Гора Байо / Cerro Bayo — Жако

Всего в фильмографии Николя Сильбера насчитывается свыше 80 наименований.